# كاتي (تكساس)
كاتي (بالإنجليزية: Katy, Texas) هي مدينة تقع في مقاطعة هاريس، تكساس، مقاطعة فورت بيند، تكساس، مقاطعة والر، تكساس بولاية تكساس في شمال شرق الولايات المتحدة. تأسست عام 1945، تبلغ مساحة هذه المدينة 27.6 (كم²)، وترتفع عن سطح البحر 43 م، بلغ عدد سكانها 14102 نسمة في عام 2010 حسب إحصاء مكتب تعداد الولايات المتحدة وتصل الكثافة السكانية فيها 1103.7 نسمة/كم2.

## التركيبة السكانية
حدّد مكتب تعداد الولايات المتحدة بيانات التركيبة السكانية لكاتي في تعداد الولايات المتحدة. في ما يلي، التركيبة السكانية حسب تعدادي 2000 و2010.

### تعداد عام 2000
بلغ عدد سكان كاتي 11,775 نسمة بحسب تعداد عام 2000، وبلغ عدد الأسر 3,888 أسرة وعدد العائلات 3,083 عائلة مقيمة في المدينة. في حين سجلت الكثافة السكانية 311.9 نسمة لكل كيلومتر مربع (807.8/ميل2). وبلغ عدد الوحدات السكنية 4,072 وحدة بمتوسط كثافة قدره 107.9 لكل كيلومتر مربع (279.5/ميل2).
وتوزع التركيب العرقي للمدينة بنسبة 83.98% من البيض و4.24% من الأمريكيين الأفارقة و0.56% من الأمريكيين الأصليين و0.50% من الأمريكيين ذوي الأصول الآسيوية و0.04% من سكان جزر المحيط الهادئ و8.65% من الأعراق الأخرى و2.03% من عرقين مختلطين أو أكثر و23.75% من الهسبانيون أو اللاتينيون من أي عرق.
بلغ عدد الأسر 3,888 أسرة كانت نسبة 49.3% منها لديها أطفال تحت سن الثامنة عشر تعيش معهم، وبلغت نسبة الأزواج القاطنين مع بعضهم البعض 63.9% من أصل المجموع الكلي للأسر، ونسبة 10.9% من الأسر كان لديها معيلات من الإناث دون وجود شريك، بينما كانت نسبة 4.5% من الأسر لديها معيلون من الذكور دون وجود شريكة وكانت نسبة 20.7% من غير العائلات. تألفت نسبة 17.4% من أصل جميع الأسر من عدة أفراد يعيشون في نفس المنزل ونسبة 6.7% كانت تتألف من شخص يعيش بمفرده يبلغ من العمر 65 عاماً أو أكثر. وبلغ متوسط حجم الأسرة المعيشية 3.00، أما متوسط حجم العائلات فبلغ 3.37.
بلغ العمر الوسطي للسكان 32.7 عاماً. وكانت نسبة 31% من القاطنين تحت سن الثامنة عشر، وكانت نسبة 8.7% بين الثامنة عشر والرابعة والعشرين عاماً، ونسبة 30.8% كانت واقعةً في الفئة العمرية ما بين الخامسة والعشرين والرابعة والأربعين عاماً، ونسبة 20.7% كانت ما بين الخامسة والأربعين والرابعة والستين، ونسبة 7.6% كانت ضمن فئة الخامسة والستين عاماً فما فوق. يوجد لكل 100 أنثى 99.9 ذكر، ويوجد لكل 100 أنثى في الثامنة عشر من عمرها فما فوق 98.6 ذكر.
بلغ متوسط دخل الأسرة في المدينة 54,464 دولارًا، أما متوسط دخل العائلة فبلغ 58,624 دولارًا. وكان متوسط دخل الذكور 38,502 دولارًا مقابل 33,587 دولارًا للإناث. وسجل دخل الفرد الخاص بالمدينة 21,137 دولارًا. وكانت نسبة 6.3% من العائلات ونسبة 7.2% من السكان تحت خط الفقر، وكان من هؤلاء نسبة 7.8% تحت سن الثامنة عشر ونسبة 4.9% في الخامسة والستين من العمر وما فوق.

### تعداد عام 2010
بلغ عدد سكان كاتي 14,102 نسمة بحسب تعداد عام 2010، وبلغ عدد الأسر 4,752 أسرة وعدد العائلات 3,720 عائلة مقيمة في المدينة. في حين سجلت الكثافة السكانية 373.6 نسمة لكل كيلومتر مربع (967.6/ميل2). وبلغ عدد الوحدات السكنية 4,972 وحدة بمتوسط كثافة قدره 131.7 لكل كيلومتر مربع (341.1/ميل2).
وتوزع التركيب العرقي للمدينة بنسبة 80.09% من البيض و5.26% من الأمريكيين الأفارقة و0.61% من الأمريكيين الأصليين و1.55% من الأمريكيين ذوي الأصول الآسيوية و9.54% من الأعراق الأخرى و2.96% من عرقين مختلطين أو أكثر و29.02% من الهسبانيون أو اللاتينيون من أي عرق.
بلغ عدد الأسر 4,752 أسرة كانت نسبة 42.6% منها لديها أطفال تحت سن الثامنة عشر تعيش معهم، وبلغت نسبة الأزواج القاطنين مع بعضهم البعض 60.4% من أصل المجموع الكلي للأسر، ونسبة 13% من الأسر كان لديها معيلات من الإناث دون وجود شريك، بينما كانت نسبة 4.8% من الأسر لديها معيلون من الذكور دون وجود شريكة وكانت نسبة 21.7% من غير العائلات. تألفت نسبة 18% من أصل جميع الأسر من عدة أفراد يعيشون في نفس المنزل ونسبة 7.1% كانت تتألف من شخص يعيش بمفرده يبلغ من العمر 65 عاماً أو أكثر. وبلغ متوسط حجم الأسرة المعيشية 2.92، أما متوسط حجم العائلات فبلغ 3.28.
بلغ العمر الوسطي للسكان 36.4 عاماً. وكانت نسبة 27.7% من القاطنين تحت سن الثامنة عشر، وكانت نسبة 8.8% بين الثامنة عشر والرابعة والعشرين عاماً، ونسبة 25.4% كانت واقعةً في الفئة العمرية ما بين الخامسة والعشرين والرابعة والأربعين عاماً، ونسبة 26.8% كانت ما بين الخامسة والأربعين والرابعة والستين، ونسبة 11.2% كانت ضمن فئة الخامسة والستين عاماً فما فوق. وتوزع التركيب الجنسي للسكان بنسبة 49.2% ذكور و50.8% إناث.

## أعلام
- هارون براون
- تيرينس فريدريك
- رينيه أوكونور
- إليجاه هال
- روب ويليامز
- برنيس إدواردز
- توم بيتيس
- بروس إل. إدواردز

## وصلات خارجية
- http://cityofkaty.com/ نسخة محفوظة 19 يوليو 2011 على موقع واي باك مشين.
- The US50 - Cities and Towns in Texas State